# 奥当欧博斯克
奥当欧博斯克（法語：Hodeng-au-Bosc，法語發音：[ɔdɑ̃ o bɔsk]）是法国滨海塞纳省的一个市镇，属于迪耶普区。

## 地理
奥当欧博斯克（49°51'44"N, 1°42'26"E）面积8.77 平方千米，位于法国诺曼底大区滨海塞纳省，该省份为法国北部沿海省份，其西部及北部濒大西洋英吉利海峡，东起顺时针与索姆省、瓦兹省、厄尔省和卡爾瓦多斯省接壤。
与奥当欧博斯克接壤的市镇（或旧市镇、城区）包括：讷维尔科普格勒、布雷勒河畔旧鲁昂、布雷勒河畔圣莱热、瑟纳尔蓬。

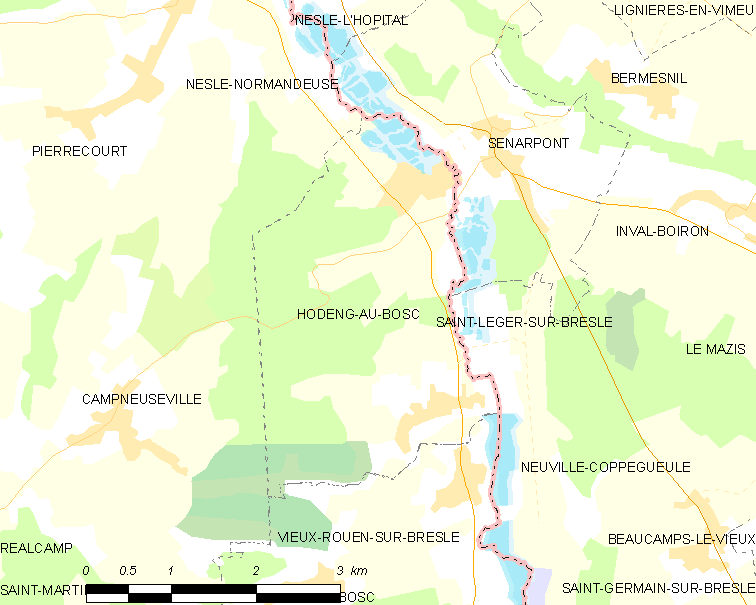
奥当欧博斯克的OSM定位图

奥当欧博斯克的时区为UTC+01:00、UTC+02:00（夏令时）。

## 行政
奥当欧博斯克的邮政编码为76340，INSEE市镇编码为76363。

## 政治
奥当欧博斯克所属的省级选区为厄镇县。

## 人口

1962-2008年间奥当欧博斯克人口变化图示

奥当欧博斯克于2022年1月1日时的人口数量为565人。